# Varzaqan
Varzaqan (en persa: ورزقان‎) es una ciudad del distrito central del condado de Varzaqan, provincia de Azerbaiyán Oriental, Irán. Capital del condado y distrito. Así como centro administrativo del distrito rural de Ozomdel-e Jonubi.
El censo de 2016 registró una población de 5348 personas en 1401 hogares.
En 2024, el helicóptero en el que viajaba el Presidente de Irán, Ebrahim Raisi se accidentó en un valle, muriendo todos los pasajeros incluido el presidente.

## Economía
La agricultura es la ocupación predominante en las zonas rurales. La zona produce manzanas, peras, cerezas, nueces y albaricoques. Recientemente, se han plantado abetos como inicio de una industria forestal. Se ha iniciado la piscicultura de aguas frías.
Varzaqan es un centro minero para la extracción de metales básicos, así como de oro. La mina de cobre Sungun es ahora la más grande del noroeste de Irán. El depósito en sí es uno de los más grandes del mundo. Hay minas de oro cercanas en Sharafabad, Hyzjan, Tshkhsrv, Astrgan, Andaryan y Myvhrvd.